# Państwowe Szkoły Budownictwa im. prof. Mariana Osińskiego w Gdańsku
Państwowe Szkoły Budownictwa im. prof. Mariana Osińskiego – zespół szkół ponadpodstawowych w Gdańsku, prowadzących naukę w zawodach związanych z budownictwem.
W roku szkolnym 2022/23 w skład zespołu wchodziły następujące szkoły: Technikum Nr 5, Branżowa Szkoła I stopnia Nr 5 i Branżowa szkoła II stopnia Nr 5. Oprócz tego prowadzone są kwalifikacyjne kursy zawodowe w zawodzie stolarz.

## Historia szkoły
W 1947 roku w Gdańsku powołano w ramach ogólnopolskiej organizacji lokalne Hufce Budowlane „Świt”, które miały siedzibę w barakach przy ulicy Rokossowskiego (obecnie ul. Zwycięstwa). W 1949 roku Hufce zostały przekształcone w Państwowe Ośrodki Szkolenia Zawodowego, które połączono w jeden w 1950 roku. Przy ośrodku funkcjonowały: Szkoła Rzemiosł Budowlanych, Szkoła Pomocników Techników oraz Półtoraroczna (później Dwuletnia) Szkoła Techników Budowlanych dla Pracujących oraz kursy majstrów i czeladnicze.
W 1951 roku, wraz ze zmianami systemu edukacji w Polsce, Szkołę Techników przemianowano na Technikum Budowlane Ministerstwa Budownictwa Przemysłowego. Rozpoczęto wtedy budowę nowych budynków dla szkół przy ulicy Grunwaldzkiej 238. Budowę ukończono w 1954 roku.
W 1956 roku do szkół we Wrzeszczu dołączono Technikum Budowlane Ministerstwa Budownictwa Miast i Osiedli oraz Technikum Budownictwa Wiejskiego (poprzednio mieszczące się w Sopocie). W 1958 szkoły przeszły pod zarząd Ministerstwa Oświaty i zostały przemianowane na Państwowe Szkoły Budownictwa.
27 marca 1980 roku patronem szkoły został Marian Osiński. Data ta została ustanowiona Dniem Święta Szkoły. W ramach święta szkoły odbywa się konkurs wiedzy o Marianie Osińskim.
W 2002 roku w związku z likwidacją Zespołu Szkół Zawodowych do PSB włączono klasy stolarskie oraz technologii drewna, a w 2012 roku, w związku z likwidacją Zespołu Szkół Budowlano-Architektonicznych, przyłączono klasy z tamtejszego technikum. W 2018 roku PSB były jedyną szkołą budowlaną na terenie Gdańska. Kształci w zawodach związanych z budownictwem (murarz, zbrojarz, dekarz, monter stolarki, monter instalacji), a także technik geodeta, technik budowy dróg, technik technologii drewna, technik renowacji elementów architektury, stolarz, cieśla (dane z 2022 roku).
Szkoła ma dwie sale gimnastyczne, boisko „Orlik” i siłownię (stan na rok 2018). W pobliżu gmachu głównego szkoły znajdują się warsztaty szkolne, umożliwiające zdobywanie umiejętności praktycznych.

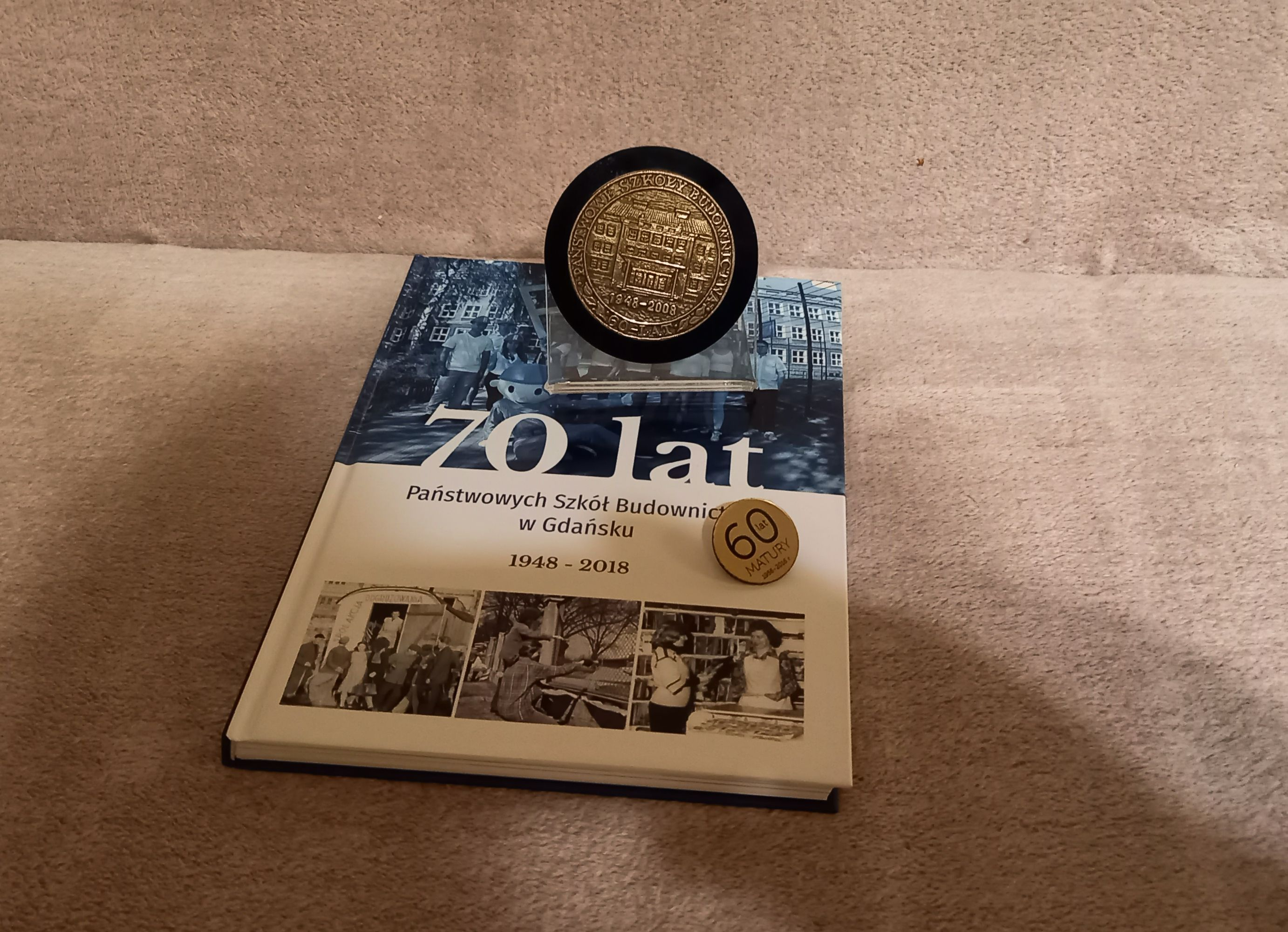
Pamiątki rocznicowe PSB

## Zajęcia pozalekcyjne
- Szkolne koło fotograficzne zostało założone w początkowym okresie istnienia szkoły. Fotografie powstałe w ramach działalności koła były oznaczane specjalną pieczątką na odwrocie[10].
- W szkole działał chór szkolny. W 1987 roku zorganizowano zespół muzyczny. Na przełomie lat 70 i 80 działał Klub dobrej płyty[11].
- Zespół teatralny, działający w latach 70., kilkakrotnie zdobył nagrodę Bursztynowej Maski[12].
- W szkole działały Ochotnicze Hufce Pracy, organizując czyny społeczne, a w czasie wakacji wyjazdy krajowe i zagraniczne[13].
- Począwszy od lat 60 organizowano Mistrzostwa Szkoły w lekkoatletyce. Trenowano też piłkę nożną, siatkówkę, koszykówkę, piłkę ręczną (od 2001 roku) i biegi przełajowe[14].
- Do roku 2012 działało w PSB Związek Harcerstwa Polskiego, współorganizator, między innymi, corocznego Rajdu Szlakami Złotej Jesieni[15].
- Szkolne Koło PCK otrzymało w 1978 Odznaką Honorową Polskiego Czerwonego Krzyża III stopnia[16].

## Dyrektorzy[17]
- 1951–1952 Jarosław Dąbrowski (w latach 1950–1951 dyrektor Państwowego Ośrodka Szkolenia Zawodowego nr VII)
- 1952–1953 Mikołaj Doroszenko
- 1953–1958 Zdzisław Józefowicz
- 1959–1961 Witold Pietrzykowski
- 1961–1962 Edward Nowak
- 1962–1966 Rajmund Kamrowski
- 1967–1972 Zygmunt Dowgielewicz
- 1972–1978 Jerzy Cygański
- 1978–1985 Zbigniew Klaman
- 1985–1992 Czesław Sikorski
- 1992–1997 Jerzy Roman
- 1997–2013 Andrzej Jachnik
- 2013–2014 Maria Śliwińska (p.o.)
- 2014– Renata Wypasek

## Znani uczniowie
Szkołę ukończyło ponad 18 tysięcy uczniów. Wśród nich:
- Czesław Szymczak
- Zygmunt Kurałowicz
- Jacek Chróścielewski[18]